# 北畠親成
北畠 親成（きたばたけ ちかなり）は、戦国時代の武将。

## 生涯
- 永禄3年（1560年）、伊勢北畠氏第8代当主・北畠具教の子として誕生。

- 北畠家が尾張国の織田信長の侵攻に屈伏し、信長の次男・茶筅丸（織田信雄）を養子に迎えることになった際、強硬に反対したと伝わる。このため、反織田勢力のひとりと見なされた。

- 天正4年（1576年）11月25日に父・具教が信長・信雄らの命令によって三瀬の変で暗殺された際、兄・長野具藤と共に田丸城において土方雄久・津川義冬らに殺害された。

- なお、親成に関しては具教の実子ではなく、土岐氏からの養子とする説もあり、その史料が乏しいために詳しい事績は不明である。